# Paroisse North
Paroisse North est une paroisse dans le comté de Prince sur l'Île-du-Prince-Édouard, au Canada.
Elle contient les cantons suivants:
- Lot 1
- Lot 2
- Lot 3